# Destitution de Dilma Rousseff
En 2016, le Parlement brésilien lance une procédure de destitution de Dilma Rousseff, présidente de la république fédérative du Brésil. Cette procédure d’impeachment résulte de pratiques visant à dissimuler l'importance des déficits publics brésiliens dans un contexte de crise économique importante. Elle intervient dans le cadre du scandale Petrobras et à la suite d'importantes manifestations réclamant la démission de la présidente.
Au terme de cette procédure de destitution controversée, le 31 août 2016, Dilma Rousseff, est destituée par un vote du Sénat. Son vice-président, Michel Temer, lui succède comme président. De même que Lula da Silva, également condamné dans le cadre de ce qui est apparenté aujourd'hui à un putsch, elle a été réhabilitée et est, depuis avril 2023, présidente de la Nouvelle Banque de Développement créée par le groupe BRICS (Brésil-Russie-Inde-Chine-Afrique du Sud). 

## Contexte

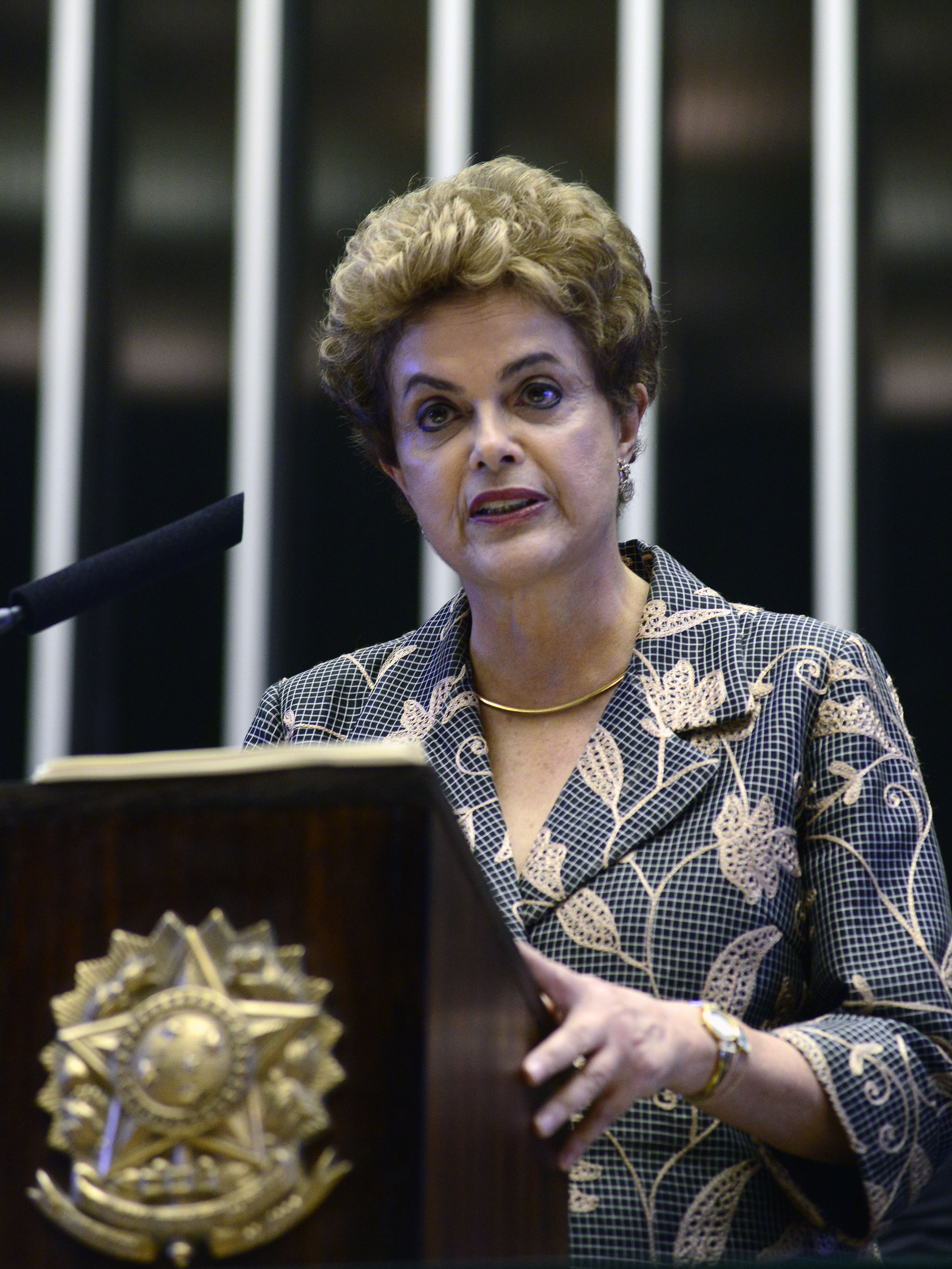
Dilma Rousseff s'exprimant devant le Congrès national, le 2 février 2016.

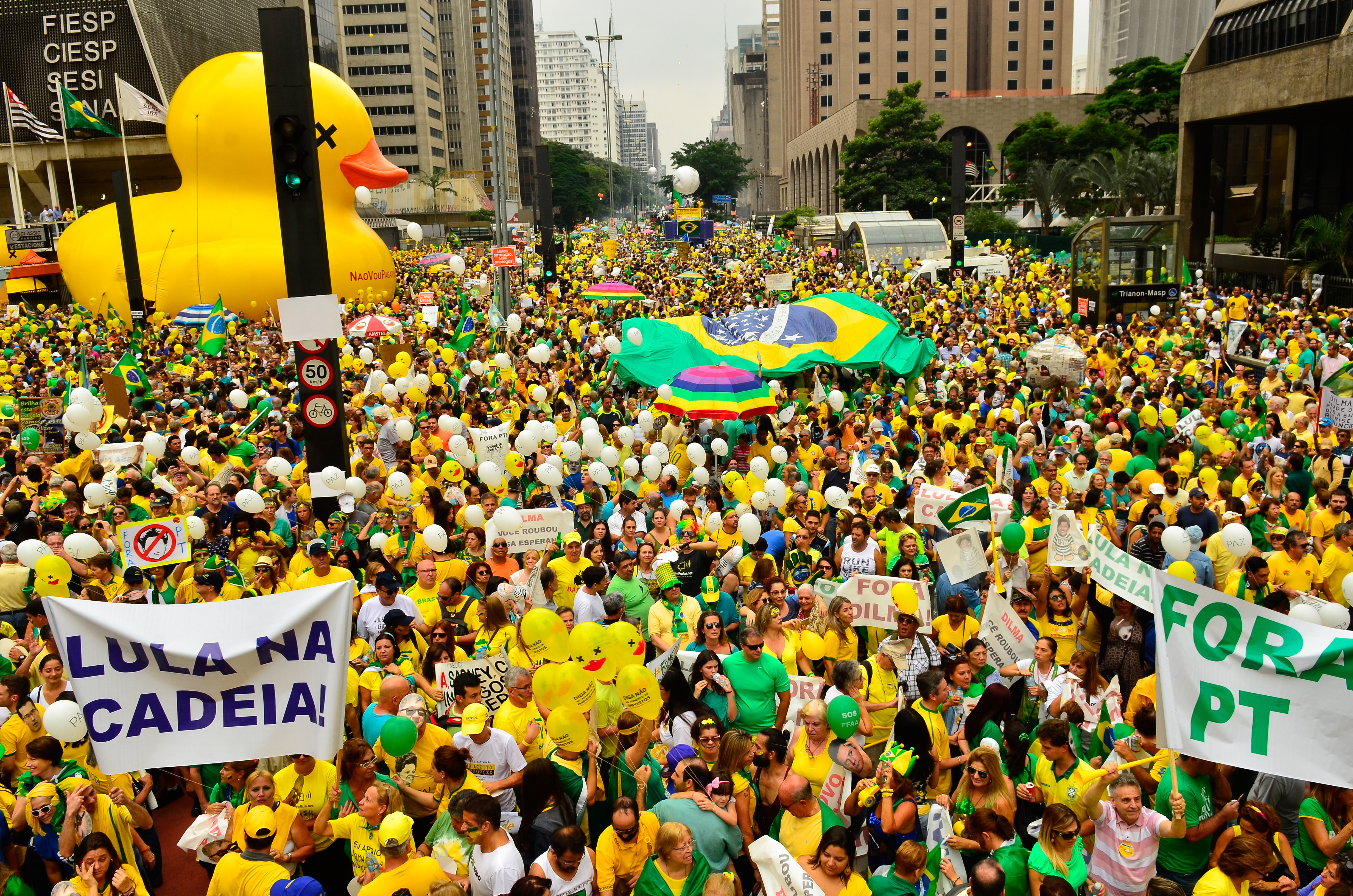
Manifestation contre Dilma Rousseff à São Paulo, le 13 mars 2016.

### Impopularité de Dilma Rousseff
Dilma Rousseff, soutenue par le Parti des travailleurs (PT), est réélue à l'issue de l'élection présidentielle brésilienne de 2014, avec 51,64 % des voix au second tour de scrutin. Elle apparaît affaiblie dès le début de son second mandat, principalement à cause des crises économiques et politiques, qui l'ont conduite à tomber sous les 10 % d'opinions favorables,,, (la plus faible popularité de l'histoire pour un chef de l'État brésilien depuis la fin de la dictature militaire).
À partir du 15 mars 2015, plusieurs manifestations au Brésil rassemblent des millions de personnes à travers le pays pour demander, entre autres exigences, la destitution ou la démission de la présidente,. Les enquêtes d'opinion indiquent que 60 à 70 % des Brésiliens souhaitent sa destitution,,,.

### Crise économique
Le Brésil connaît l'une des plus graves crises économiques de son histoire, avec une récession et un taux de chômage en hausse continue,,,,,. Dilma Rousseff est ainsi contrainte de revenir sur certaines de ses promesses électorales et de mener une politique de rigueur en coupant dans les dépenses publiques, notamment dans le programme « Bolsa Família ». Sa politique contribue à sa baisse de popularité au sein des classes populaires et laisse sceptiques les créanciers du Brésil et les agences de notation financière,,,.

### Scandale Petrobras
Dans le cadre du scandale Petrobras, de nombreuses personnalités politiques sont accusées de corruption. Le président de la Chambre des députés, Eduardo Cunha, soupçonné d'avoir reçu des pots-de-vin et d'avoir des comptes cachés en Suisse, est suspendu de ses fonctions le 5 mai 2016 pour obstruction à la justice,. Lula da Silva, le prédécesseur de Dilma Rousseff, est de son côté accusé de corruption et de blanchiment d'argent ; sa nomination par Dilma Rousseff à la tête de son cabinet suscite d'importantes indignations et est suspendue par la justice. Le 16 août 2016, le Tribunal suprême fédéral autorise une enquête pour entrave à la justice visant Dilma Rousseff.
Dilma Rousseff, qui présidait le conseil d'administration de la société Petrobras entre 2003 et 2010, est également citée dans le scandale. L'ancien sénateur du Parti des travailleurs Delcídio do Amaral affirme notamment que des pots-de-vin ont profité à Dilma Rousseff, qui selon lui « savait tout » du réseau de corruption, ce qui relance une enquête judiciaire sur sa campagne présidentielle de 2014. Otávio Azevedo (pt), ancien PDG d'Andrade Gutierrez (pt), la deuxième société de BTP au Brésil, fait des déclarations aux enquêteurs allant dans le même sens.

## Motifs invoqués
Dilma Rousseff a eu recours au « pédalage budgétaire » (pedalada fiscal), une manœuvre comptable du gouvernement visant à faire supporter à des banques publiques environ 40 milliards de réaux de dépenses incombant au gouvernement. Dilma Rousseff a signé des décrets en ce sens en 2014, année de sa réélection, et 2015,. Par ailleurs, elle est accusée d'avoir pris des décrets engageant des dépenses supplémentaires non inscrites à la loi de finances sans demander l'autorisation du Parlement. Selon l'opposition, la présidente a commis « un crime de responsabilité » administrative en violant la loi des finances, l'un des motifs de destitution prévus par l'article 85 de la Constitution brésilienne.
Dilma Rousseff évoque un « coup d'État constitutionnel » et refuse de démissionner.

## Processus au Congrès national

### Tractations
Progressivement, les dirigeants des partis centristes (PMDB, PP, PRB, PSD) de la coalition parlementaire de Dilma Rousseff donnent pour consigne de voter en faveur de sa destitution,,. Face à ces défections, Dilma Rousseff annonce qu'elle est prête à former un gouvernement d'union nationale si elle reste au pouvoir, tandis que Lula promet à des parlementaires de leur accorder des postes ministériels pour obtenir un vote contre la procédure de destitution.

### À la Chambre des députés
37 demandes de mise en accusation sont déposées à la Chambre des députés jusqu'en septembre 2015.

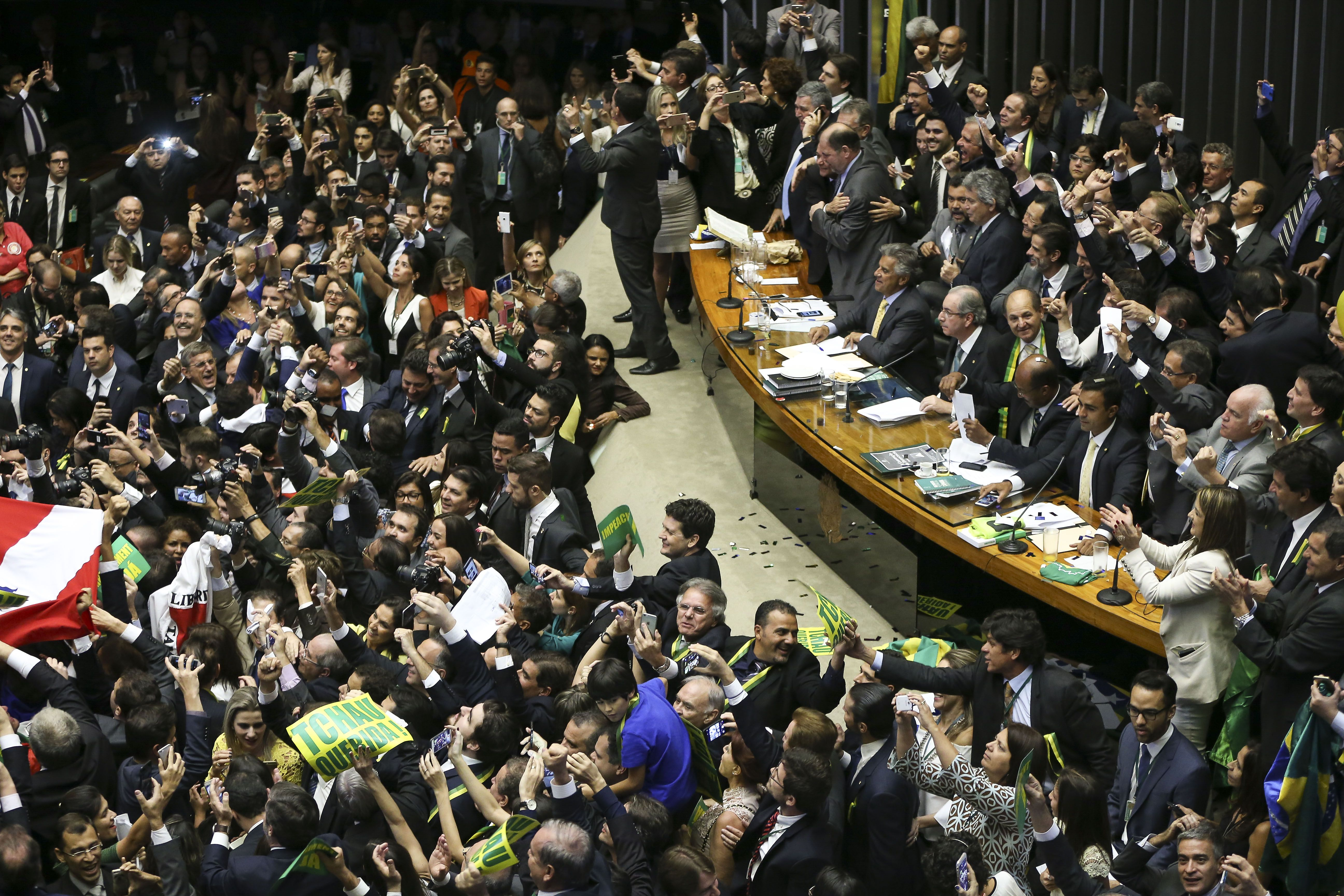
Vote à la Chambre des députés, le 17 avril 2016.

Le président de la Chambre des députés, Eduardo Cunha, hésite à lancer une procédure d’impeachment contre la présidente. Il le fait finalement le 2 décembre 2015, sur les conseils des juristes Miguel Reale et Hélio Bicudo, l’un des fondateurs du Parti des travailleurs. Des médias soulignent le fait qu'une destitution de Dilma Rousseff permettrait à Eduardo Cunha de devenir vice-président du Brésil et de se mettre à l'abri de procédures judiciaires alors qu'il est mis en examen pour corruption passive et blanchiment d'argent.
La commission parlementaire chargée d'analyser la possibilité d'une destitution donne un avis positif à la poursuite de la procédure le 11 avril 2016, par 38 votes contre 27. Cette décision intervient à la suite de débats houleux, interrompus à de très nombreuses reprises par des partisans en faveur ou contre la destitution, qui criaient des slogans en brandissant des pancartes.
L'action en justice intentée par l'avocat général du gouvernement pour faire annuler la procédure de destitution échoue le 15 avril.
Le 17 avril 2016, après trois jours de session exceptionnelle, la Chambre des députés, réunie en séance plénière, vote le processus de mise en accusation de Dilma Rousseff avec 367 votes en faveur, 137 contre, sept abstentions et deux votes nuls,. La majorité des deux tiers exigée (342 voix) est ainsi dépassée.

### Au Sénat

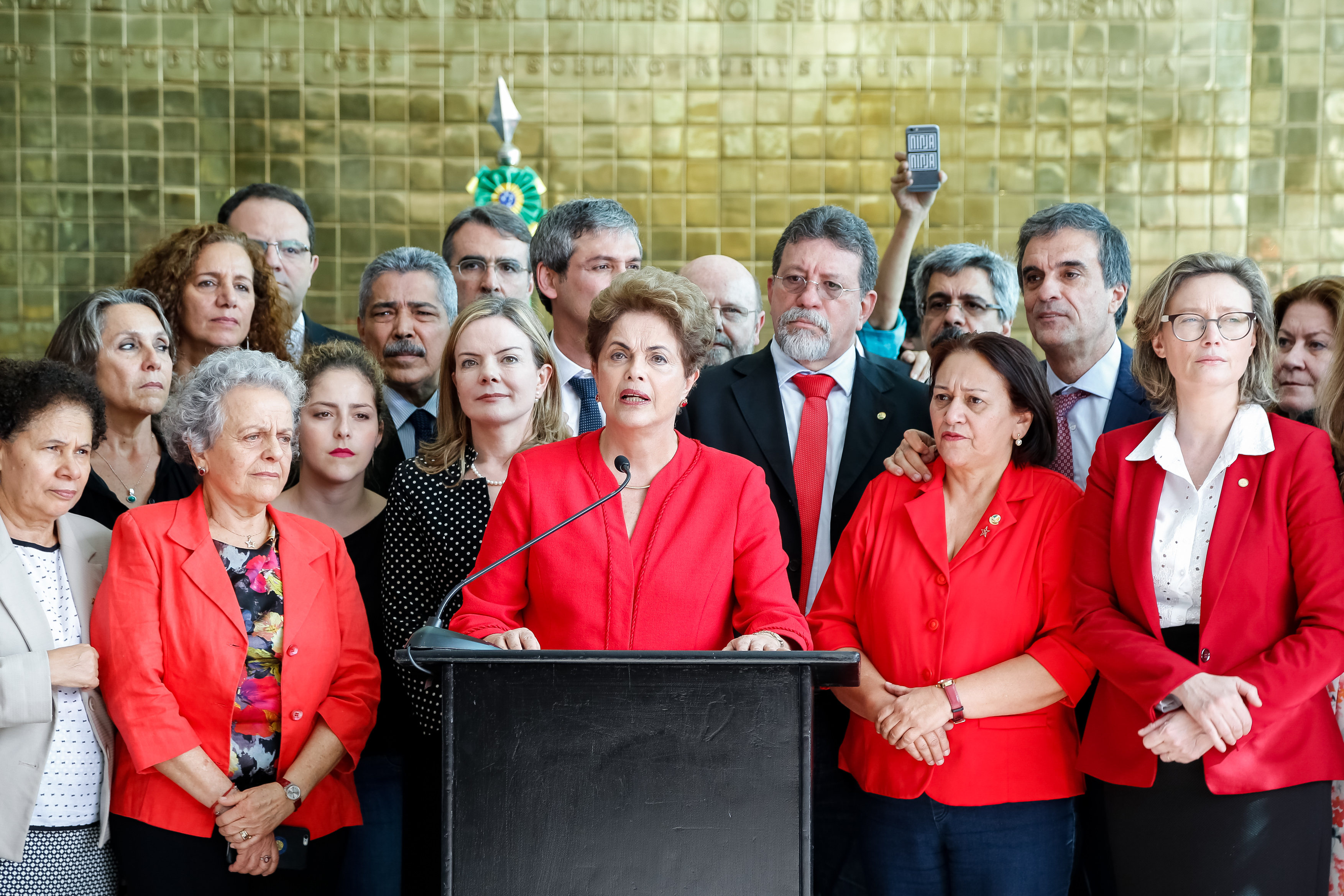
Dilma Rousseff réagissant à sa destitution, le 31 août 2016.

Le 6 mai 2016, une commission du Sénat brésilien vote par 15 voix contre cinq un rapport préconisant l’ouverture formelle du procès en destitution.
Pour que la procédure de destitution puisse se poursuivre, le Sénat doit voter ce rapport en assemblée plénière, à la majorité simple, le 11 mai. Dans ce cas, Dilma Rousseff serait suspendue de ses fonctions de présidente pour une durée maximale de six mois, le temps de la préparation de son procès, tandis que son vice-président, Michel Temer, assurerait l'intérim. Le 9 mai, le président par intérim de la Chambre des députés, Waldir Maranhão, annule le vote des députés, au motif notamment que des députés ont fait connaître leur avis avant le vote, avant de revenir le lendemain sur cette décision, permettant à la procédure de se poursuivre. Le 11 mai, peu avant le vote du Sénat, le Tribunal suprême fédéral rejette un recours formé par les avocats de Dilma Rousseff visant à annuler la procédure de destitution,.
Dilma Rousseff est provisoirement suspendue de ses fonctions le 12 mai 2016 par le Sénat, par 55 voix contre 22. Le vote des sénateurs sur sa destitution doit se tenir en septembre, avec une majorité exigée des deux tiers. Dilma Rousseff continue de dénoncer un coup d'État et appelle ses partisans à poursuivre le « combat pour la démocratie ». En juin 2016, elle propose un référendum sur son maintien au pouvoir, au cas où elle ne serait pas destituée.
Le 27 juin 2016, un rapport de trois experts du Sénat disculpe la présidente des accusations de manœuvres fiscales portées à son encontre par l'opposition. Il s'agit pourtant de l'une des principales charges retenues contre elle dans la procédure de destitution dont elle est la cible. Mais début août, un rapport conclut au fait que la présidente s'est rendue coupable de violation de la Constitution en manipulant les comptes publics.
Le 4 août, la commission du Sénat vote en faveur de la destitution. Le Sénat vote pour l'ouverture de son procès, avec 59 voix pour et 21 contre, le 10 août.
Alors qu'elle continue de clamer son innocence à travers une lettre ouverte, le procès de Dilma Rousseff est fixé pour se tenir à partir du 25 août et durerait cinq jours.
Le 25 août, Ricardo Lewandowski, président du Tribunal suprême fédéral, ouvre le procès. Le 26 août, les témoins de la défense sont auditionnés.
Le 29 août, Dilma Rousseff est auditionnée. Le 31 août, elle est destituée par 61 voix pour et 20 contre. Cependant, elle ne perd finalement pas ses droits civiques par 42 pour, 30 contre et 3 abstentions,. Ceci lui permettrait de concourir aux prochaines élections et notamment à la présidentielle de 2018, ou aux législatives et aux sénatoriales, le cas échéant. Michel Temer lui succède jusqu'à la fin de son mandat, prévue le 1er janvier 2019. Le lendemain 1er septembre, elle fait appel de la décision auprès de la Cour suprême.

## Réactions

### Nationales
Lors du festival de Cannes 2016, le réalisateur brésilien Kleber Mendonça Filho et plusieurs acteurs de son film Aquarius brandissent des pancartes pour protester contre ce qu'ils appellent un « coup d’État ».
Le 1er septembre 2016, le Parti des travailleurs appelle à des manifestations.

### Internationales
En juillet, un « Tribunal international pour la démocratie », convoqué à l’initiative de syndicats et politiques de gauche et constitué de spécialistes et de personnalités internationales réunis à Rio de Janeiro, conclut symboliquement à l'absence de crime de responsabilité dont est accusée Rousseff.
Le 31 août 2016, le Venezuela gèle ses relations diplomatiques avec le pays. Le gouvernement brésilien rappelle ses ambassadeurs du Venezuela, de l'Équateur et de la Bolivie.
Pour le vice-président américain Joe Biden, le renversement de Dilma Rousseff constitue « l'un des plus grands changements politiques qu’a connu la région ces derniers temps ».

## Suites
Le 17 septembre 2019, dans un entretien accordé à TV Cultura, Michel Temer affirme que la destitution de Roussef et sa prise de pouvoir étaient un « putsch »,. Il dit également s'en désolidariser,.